# Kocsord–Csenger-vasútvonal
A Szatmári-síkság déli részén haladó MÁV 114. számú Kocsord–Csenger-vasútvonala egyvágányú, nem villamosított 33 km hosszú mellékvonala.
A vasútvonal egyike a 2023-ban bezárt vasútvonalaknak, habár a járatok sűrítése, az átszállási lehetőségek összehangolása, a pályaállapot rendbetétele, az állomások felújítása és az elavult szerelvények cseréje ezen a vonalon is nagyban növelhetné az utasforgalmat.
A Kocsord–Csenger-vasútvonal eredetileg Szatmárnémetiig tartott. A vasútvonalat a trianoni határ kettévágta, a határátmeneten Csenger és Óvári között a síneket felszedték. Miután 1940-ben a második bécsi döntés visszaadta Észak-Erdélyt, a forgalom 1940. november 19-én újraindult, azonban 1944. október 24-én újból megszüntették a határátmenetet. Román oldalon a 14 km hosszú Óvári–Szatmárnémeti gőzfűrész vonalszakaszt 1972-ben szüntették meg. A Csenger–Szatmárnémeti szakasz újranyitásával jelentősen emelkedne az utasforgalom.

## Története
A Szatmár-Mátészalkai HÉV társaság 49,3 km hosszú vasútvonalát 1908. augusztus 1-jén adták át a forgalomnak. A helyiérdekű vasútvonal a MÁV Szatmárnémeti–Nagykároly fővonalából a Szatmárnémeti gőzfűrész állomásnál ágazott ki, mintegy 4 km-re Szatmárnémeti állomástól. A vonal másik vége Mátészalka állomáson a Szabolcs vármegyei HÉV társaság vonalaihoz csatlakozott. A síkvidéki jellegű vasútvonal építése, a magas töltések miatt, jelentős földmunkát igényelt. A legnagyobb műtárgy a vasszerkezetű 48 m fesztávolságú Kraszna-csatorna híd volt. A felépítményt 23,6 kg/fm tömegű sínekből építették.
A vasútvonalat a trianoni határ kettévágta, a határátmeneten Csenger és Óvári között a síneket felszedték. Miután 1940-ben a második bécsi döntés visszaadta Észak-Erdélyt, a forgalom 1940. november 19-én újraindult, azonban 1944. október 24-én újból megszűnt a határátmenet, a pályát felbontották. Román oldalon a 14 km hosszú Óvári–Szatmárnémeti gőzfűrész vonalszakaszt 1972-ben szüntették meg.
A vasútvonalon a személyszállítás 2009. december 13-tól, a 2009/2010. évi menetrendváltástól szünetelt. A vasútvonalon a 2010/2011. évi menetrendváltástól újra elindultak a vonatok. 2023. augusztus 1-jétől ismét leállították a vonatközlekedést.

## Forgalma
A vonalon Bzmot motorvonatok jártak.